# Southwind Airlines
Southwind Airlines — турецька авіакомпанія, заснована у квітні 2022 року. 
Рейси до Росії почалися в серпні того ж року, а Німеччину додано до її мережі через місяць.

## Історія
Southwind Airlines була офіційно оголошена у квітні 2022 року, базується в Анталії, Туреччина. 
Пов’язана з російським туроператором Pegas Touristik
, 
авіакомпанія прагне запобігти втратам російських туристів, які приїжджають до Туреччини після російського вторгнення в Україну. 

У червні того ж року авіакомпанія отримала дозвіл від Генерального директорату цивільної авіації. 

Перший комерційний рейс було здійснено до Пермі 12 серпня. 

Чартерні рейси до Німеччини почалися у вересні 2022 року. 

У лютому 2023 року авіакомпанія оголосила про плани перевозити туристів до Анталії з 16 російських міст влітку. 
 
Очікується, що до кінця 2023 року кількість літаків у флоті становитиме 14. 

## Напрямки

### Європа
Німеччина
- Берлін — аеропорт Берлін-Бранденбург;
- Дюссельдорф — аеропорт Дюссельдорфа;
- Гамбург — аеропорт Гамбурга;
- Ганновер — аеропорт Ганновера;
- Лейпциг — аеропорт Лейпциг/Галле;
- Мюнхен — міжнародний аеропорт Мюнхена;
- Нюрнберг — аеропорт Нюрнберга;
- Штутгарт — аеропорт Штутгарта;

 Греція
- Іракліон — міжнародний аеропорт Іракліона

 Італія
- Бергамо — міжнародний аеропорт Мілан-Бергамо

 Північна Македонія
- Скоп'є — міжнародний аеропорт Скоп'є

 Росія
- Іркутськ — міжнародний аеропорт Іркутськ;
- Калінінград — аеропорт Храброво;
- Казань — міжнародний аеропорт Казань;
- Красноярськ — міжнародний аеропорт Красноярськ-Ємельяново;
- Москва — міжнародний аеропорт Москва-Шереметьєво;
- Нижній Новгород — аеропорт Стригіно;
- Новосибірськ — аеропорт Толмачево;
- Оренбург — аеропорт Оренбург;
- Санкт-Петербург — аеропорт Пулково;
- Самара — міжнародний аеропорт Курумоч;
- Уфа — міжнародний аеропорт Уфа;
- Єкатеринбург — аеропорт Кольцово;

 Швейцарія
- Базель — євроаеропорт Базель-Мюлуз-Фрайбург
- Цюрих — аеропорт Цюрих

### Азія
Бахрейн
- Манама — міжнародний аеропорт Бахрейн;

 Ізраїль;
- Тель-Авів — міжнародний аеропорт Тель-Авів;

 Ліван;
- Бейрут — міжнародний аеропорт Бейрут;

 Туреччина;
- Анталія — міжнародний аеропорт Анталія;
- Трабзон — аеропорт Трабзон

## Флот

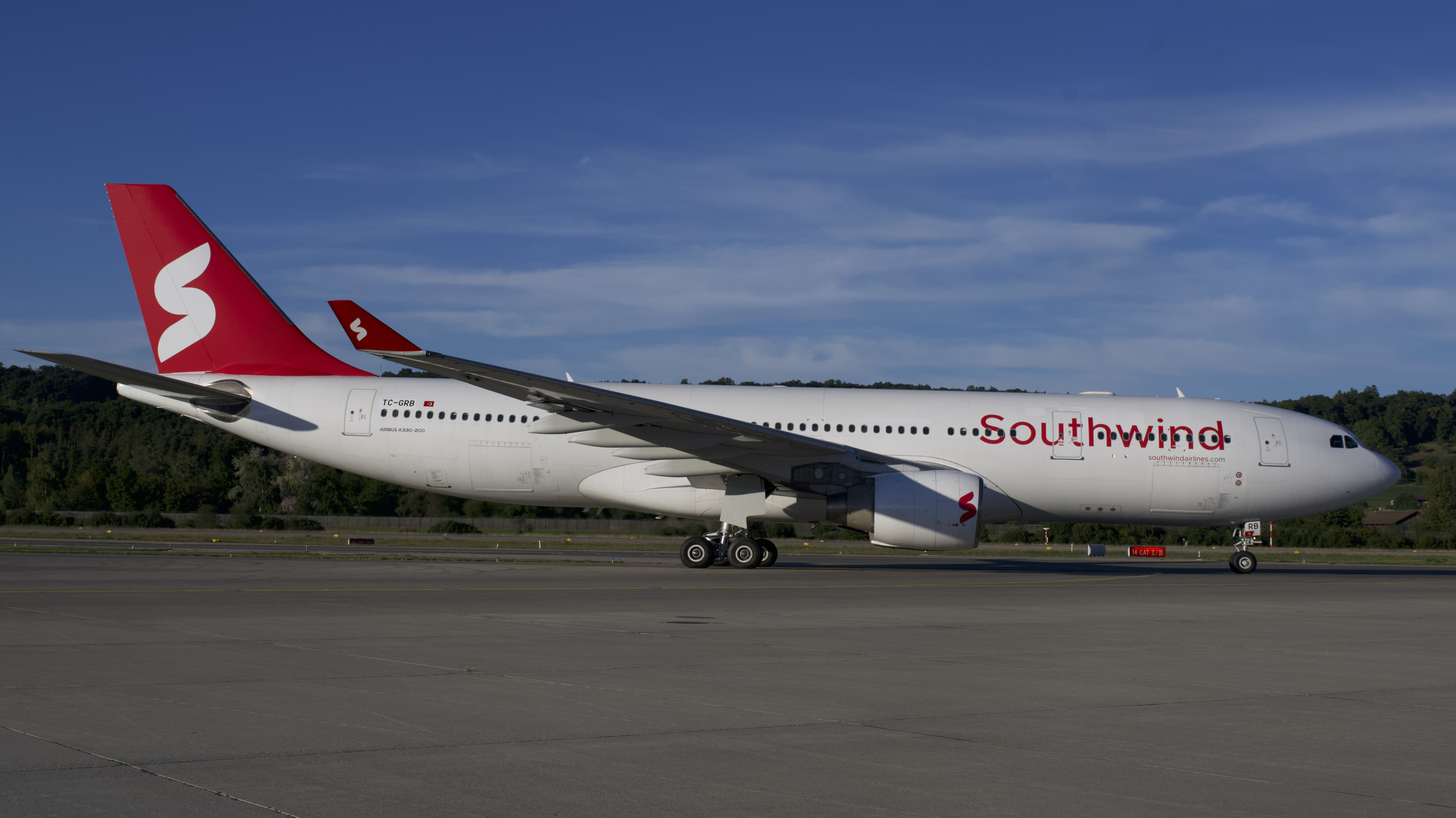
Airbus A330-200 Southwind Airlines

Флот Станом на травень 2023:
| Тип              | В дії | Замовлено | Пасажирів | Примітки |
| ---------------- | ----- | --------- | --------- | -------- |
| Airbus A321-200  | 1     | 1         | 220       |          |
| Airbus A321neo   | 1     | —         | 240       |          |
| Airbus A330-200  | 2     | —         | 312       |          |
| Boeing 737 MAX 8 | 3     | 1         | 189       |          |
| Boeing 777-300ER | 1     | —         | 550       |          |
| Загалом          | 14    | —         |           |          |